# Joaquín Maas Flores
Gral. Gustavo Zacarías Joaquín Manuel Pascual Francisco de Paula de Jesús Severo Juan Vicente Maass Flores fue un militar mexicano que participó en la Revolución mexicana.

## Datos biográficos
Nació en la Ciudad de México, Distrito Federal el 5 de noviembre de 1853, siendo hijo de don Joaquín Maass, originario de Alemania, y de doña Remedios Flores.
Su primera esposa fue Mercedes Águila Moya, quien era hermana de Emilia Águila Moya, esposa del General Victoriano Huerta. Tuvieron varios hijos, entre ellos al General Joaquín Maas Águila y el General Gustavo Maass Águila. Este último era el comandante militar del puerto de Veracruz al inicio de la Ocupación estadounidense de Veracruz de 1914.

En segundas nupcias se unió a Hermelinda Conant Montijo, con quien tuvo también varios hijos, entre ellos: Gustavo, Alfonso, Héctor, Carlos, Melinda y Joaquín Manuel Maass Conant.

## Estudios
Estudió en el Colegio Militar, para el arma de ingenieros.

## Actividad militar
- En 1887 marchó a Sonora como astrónomo y como encargado del reconocimiento de los pueblos a orillas del Río Mayo y el Río Yaqui.
- Participó en la guerra del Yaqui en 1894 y 1899.
- En 1911 fue ascendido a general de brigada y luego fue comisionado a Europa hasta diciembre de 1912.
- Apoyó el cuartelazo de Victoriano Huerta.
- Fue gobernador del estado de Puebla durante parte de los años 1913-1914.
- Murió en la Ciudad de México el 15 de enero de 1914.